# Lepidoblepharis intermedius
Lepidoblepharis intermedius — вид геконоподібних ящірок родини Sphaerodactylidae. Мешкає в Колумбії і Еквадорі.

## Опис
Довжина Lepidoblepharis intermedius (без врахування хвоста) становить 29 мм, довжина хвоста становить 34 мм. Верхня частина тіла коричнева, поцяткована більш темними і світлими плямками. На потилиці є пряма білувата смуга. Нижня частина тіла блідо-коричнева, горло білувате.

## Поширення і екологія
Lepidoblepharis intermedius мешкають на заході Колумбії, зокрема на острові Горгона, а також на північному заході Еквадору (Есмеральдас). Вони живуть у вологих рівнинних тропічних лісах, серед опалого листя і повалених дерев. Зустрічаються на висоті до 500 м над рівнем моря.